# The Untamed Lady
Pour plus de détails, voir Fiche technique et Distribution.
The Untamed Lady est un film muet américain réalisé par Frank Tuttle, sorti en 1926.

## Synopsis
St. Clair Van Tassel, une riche orpheline qui, lorsqu'elle était enfant, a vu tous ses souhaits exaucés, se transforme en une jeune femme belle mais extrêmement colérique, qui est courtisée par beaucoup et aimée par au moins un. Elle rompt ses fiançailles avec trois hommes. Lorsqu'elle tente de rompre ses fiançailles avec le quatrième homme, celui-ci la retient captive dans une cabane. Elle s'échappe et, en la poursuivant, l'homme est blessé. Elle se rend à l'hôpital pour le voir et là, elle se rend compte que son amour pour lui a vaincu son caractère difficile.

## Fiche technique
- Titre : The Untamed Lady
- Réalisation : Frank Tuttle
- Scénario : James Ashmore Creelman et Fannie Hurst
- Photographie : George Webber
- Société de production : Famous Players–Lasky
- Société de distribution : Paramount Pictures
- Pays de production : États-Unis
- Langue originale : anglais américain
- Format : noir et blanc — 35 mm — 1,33:1 - film muet
- Genre : Drame romantique
- Durée : 70 minutes
- Date de sortie :
  - États-Unis : 22 mars 1926

## Distribution
- Gloria Swanson : St. Clair Van Tassel
- Lawrence Gray : Larry Gastlen
- Joseph W. Smiley : l'oncle George
- Charles E. Graham (en) : Shorty
- Nancy Kelly : rôle non connu
- Thomas Holding
- Anita Louise